# Zatrudy
Zatrudy (lub Stawki) – dawna wieś na Ukrainie w rejonie buskim obwodu lwowskiego. Leżała między Hutyszczem a Podhorcami.
Dawniej samodzielna wieś i gmina jednostkowa w powiecie oleskim Królestwa Galicji i Lodomerii. W II RP już nie figuruje jako samodzielna gmina, lecz jako część gminy Podhorce. Od 1934 w zbiorowej gminie Podhorce w powiecie złoczowskim.
Po wojnie włączone do Związku Radzieckiego (Ukraińskiej SRR).